# Akmal Irgashev
Akmal Irgashev (16 de diciembre de 1982) es un deportista uzbeko que compitió en taekwondo.
Ganó una medalla de plata en el Campeonato Mundial de Taekwondo de 2011,  una medalla de bronce en el Campeonato Asiático de Taekwondo de 2008. En los Juegos Asiáticos de 2010 consiguió una medalla de bronce.

## Palmarés internacional
| Campeonato Mundial  | Campeonato Mundial       | Campeonato Mundial | Campeonato Mundial |
| Año                 | Lugar                    | Medalla            | Categoría          |
| ------------------- | ------------------------ | ------------------ | ------------------ |
| 2011                | Gyeongju (Corea del Sur) | Medalla de plata   | +87 kg             |
| Juegos Asiáticos    |                          |                    |                    |
| Año                 | Lugar                    | Medalla            | Categoría          |
| 2010                | Cantón (China)           | Medalla de bronce  | +87 kg             |
| Campeonato Asiático |                          |                    |                    |
| Año                 | Lugar                    | Medalla            | Categoría          |
| 2008                | Luoyang (China)          | Medalla de bronce  | +84 kg             |